# Vavilov Hill
Vavilov Hill är en kulle i Antarktis. Den ligger i Östantarktis. Norge gör anspråk på området. Toppen på Vavilov Hill är 2 640 meter över havet.
Terrängen runt Vavilov Hill är platt åt sydväst, men åt nordost är den kuperad. Trakten är obefolkad. Det finns inga samhällen i närheten. 